# Róża Podgórna
Róża Podgórna [pronunciación en polaco: /ˈruʐa pɔdˈɡurna/] es un pueblo ubicado en el distrito administrativo de Gmina Stoczek Łukowski, dentro del Condado de Łuków, Voivodato de Lublin, en Polonia oriental. Se encuentra aproximadamente a 11 kilómetros al este de Stoczek Łukowski, a 20 kilómetros al oeste de Łuków, y a 88 kilómetros al norte de la capital regional Lublin.